# Wolfram Syré

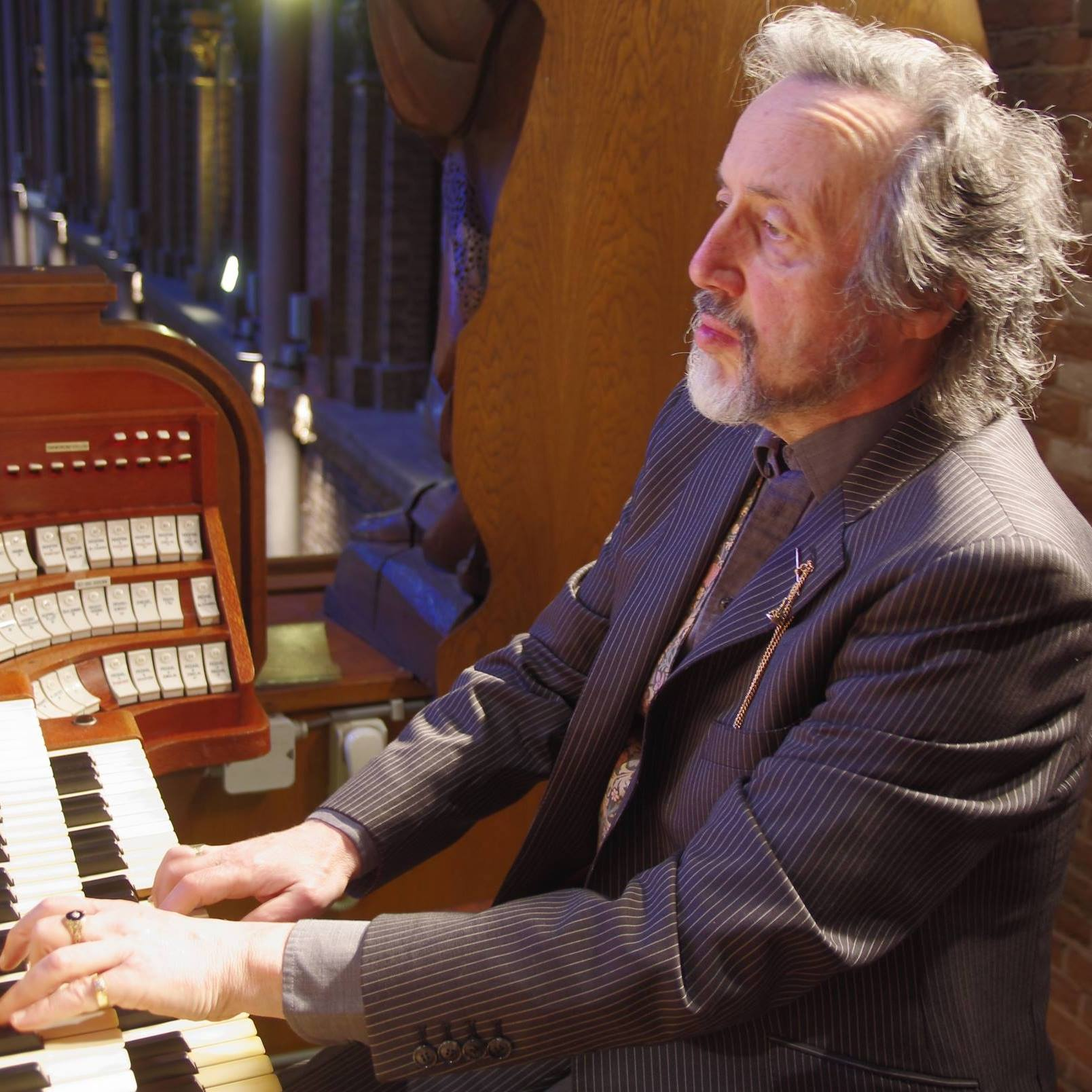
Wolfram Syré

Wolfram Syré (* 1950 in Fulda) ist ein deutscher Organist und Musikwissenschaftler.

## Biografie
Syré studierte Orgel, Cembalo und Musikwissenschaft in Köln, Frankfurt am Main, Hamburg, Chemnitz und Paris. Seine Lehrer waren Josef Zimmermann, Michael Schneider, Heinz Wunderlich, Wolfgang Stockmeier, Marie-Claire Alain und Hugo Ruf. Syré wurde mit einer Arbeit über Leben und Werk des Barockkomponisten Vincent Lübeck promoviert.
Wolfram Syré versah Organistenämter an der Kreuzbergkirche in Bonn (1972 bis 1981), an St. Martin in Oldendorf, an St. Bartholomäus in Mittelnkirchen und an der Johanniskirche in Stade. 2000 bis 2010 war er Kantor im norwegischen Sande (Möre og Romsdal). 
Neben seinem Wirken als Konzertorganist war er als Herausgeber von Musikeditionen tätig, veranstaltete Orgelfestivals und war Orgelsachverständiger. Syré veröffentlichte verschiedene musikwissenschaftliche Beiträge in Fachzeitschriften. Auf seine Initiative und unter seiner Mitwirkung erfolgte die Ersteinspielung sämtlicher Werke von Vincent Lübeck sowie Franz Tunder. Seit 2012 veröffentlicht er Einspielungen von Orgelmusik im Internet (bisher über 2.000 Aufnahmen). 2013 entwickelte er eine Klaviatur für Orgeln.
Seit 2010 lebt er in Clausthal-Zellerfeld.

## Preise
- 1976: 5. Platz beim Orgelwettbewerb des Musica Antiqua Festival Brügge[6]

## Veröffentlichungen

### Monografie
- Vincent Lübeck: Leben und Werk. Lang, Frankfurt am Main 2000, ISBN 978-3-631-36423-9.

### Komposition
- Symphonie für Orgel über das Volkslied „Es ist ein Schnitter, heißt der Tod“, Eres 2009.

### Einspielungen
- Sternstunden barocker Orgelmusik: Wolfram Syré an der Orgel der Kreuzbergkirche Bonn. Motette-Ursina, 1978.
- Wolfram Syré an der Orgel der St Martinskirche in Oldendorf bei Stade. Sound-Star, Steyerberg 1984.
- Die historische Gloger-Orgel in der Emmaus-Kirche zu Neuhaus (Oste): Wolfram Syré spielt Werke von Bach, Buxtehude, Böhm, Leyding, Strungk, Kerckhoven, Knecht. Sound-Star, Steyerberg 1985.
- Vincent Lübeck: Sämtliche musikalischen Werke. Motette-Ursina, 1985. Leitung Thomas Albert. Orgel in Stade, St. Cosmae.